# Bullet Witch
Bullet Witch är ett tredjepersonsskjutspel till plattformen Xbox 360 som är utvecklat av Cavia och distribuerat av Atari och AQ Interactive år 2006/2007.
Man spelar som den unga häxan Alicia, som med skjutvapen ska döda fiender och rädda jorden.